# 卡尔·皮希勒
卡尔·皮希勒（Carl Püchler，1894年5月13日 - 1949年2月5日）是第二次世界大战期间的納粹德國将军。他曾擔任第三十九装甲军以及LXVII軍團、LXXXVI軍團以及LXXIV軍團的指揮官。他曾獲頒騎士鐵十字勳章。